# Argoules
Argoules é uma comuna francesa na região administrativa de Altos da França, no departamento de Somme. Estende-se por uma área de 9,45 km². Em 2010 a comuna tinha 328 habitantes (densidade: 34,7 hab./km²).